# Заказники Тернопільської області
Заказни́ки Терно́пільщини — території (також акваторії), виділені для збереження і відтворення природних комплексів чи їхніх окремих компонентів.
Заказники Тернопільської області входять до природно-заповідного фонду України. Їх оголошують указом Президента України (заказники загальнодержавного значення), рішенням обласної ради (заказники місцевого значення), проводять без вилучення земельних ділянок, водних та інших природних об'єктів у їхніх власників або користувачів.
У Тернопільській області функціонують 117 заказників загальною площею 61323,52 га, з них 14 — загальнодержавного значення (11702 га) та 103 — місцевого значення (49621,52 га).